# Bukit Betung
Bukit Betung is een bestuurslaag in het regentschap Kampar van de provincie Riau, Indonesië. Bukit Betung telt 411 inwoners (volkstelling 2010).